# Obradovicita-NaCu
L'obradovicite-NaCu és un mineral de la classe dels arsenats que pertany al grup de l'obradovicita.

## Característiques
L'obradovicita-NaCu és un molibdat de fórmula química Na₂(H₂O)17Cu(H₂O)₆][Mo₈As₂Fe₃3+O34(OH)₃]. Cristal·litza en el sistema ortoròmbic.

## Formació i jaciments
Va ser inicialment reconeguda com un possible membre hipotètic del grup de la betpakdalita. Més tard, l'any 2011, va er aprovada per l'Associació Mineralògica Internacional com a espècie vàlida. Va ser descoberta a la mostra tipus d'obradovicita-KCu de la mina Chuquicamata, situada al districte de Chuquicamata, a Calama (Regió d'Antofagasta, Xile).